# Tenugui
Un Tenugui (en japonés: 手ぬぐい  o 手拭い;  lit.: “para secar las manos”) es un tipo de pañuelo o toalla de mano japonés hecho de algodón.

## Cultura
Se diferencia de otros tipos de pañuelo por el hecho de no poseer bordados. Los motivos para eso tienen raíz histórica: los campesinos a veces necesitaban de un pedazo de paño que pudiera ser rasgado con facilidad, como para hacer torniquetes en caso de emergencia o para efectuar reparaciones temporales en sandalias de paja (waraji).
Su tamaño es de normalmente 35x90 centímetros, tejido de manera simple (tejido en pantalla) y casi siempre estampado con algún motivo.
Puede ser utilizado de muchas maneras: como toalla de mano, pañuelo, paño de secar platos, bandana, suvenir, pieza decorativa o, aún, como pieza del vestuario ninja (ver Hokamuri más abajo) o como protector de cabeza en el Kendo.
Tenugui aparece frecuentemente en animes y mangas, en escenas que se pasan en un sentō (baño público).

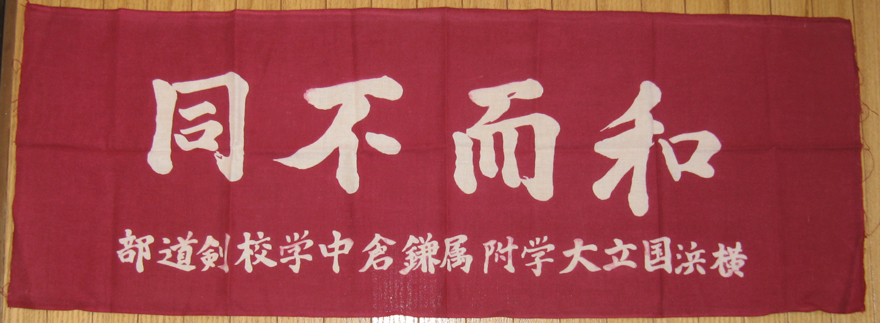
Tenugui utilizado para la práctica del kendo (35X97 cm). Los kanji son leídos de la derecha para la izquierda: 知而不同; Chi Ji Fu Doy, traducido: «Comprenda (primero), para entonces diversificar».

## Historia
No se sabe al correcto sus orígenes, pero fue durante el periodo Edo (1603-1867) que la palabra tenugui comenzó a ser ampliamente utilizada y la pieza ganó más destaque.
Inicialmente, el cáñamo era utilizado como materia prima para la confección del tenugui. Su empleo continuó hasta la mitad del periodo Edo (1603-1867), cuando fue sustituido por el algodón. Eso representó un gran avance, pues el tejido de algodón, por ser más compresa y retener mejor los colores, era mucho más fácil de ser tejido que el cáñamo.
Los tenuguis hechos de algodón eran los preferidos para la confección de mantas y pañuelos de cabeza, y son hasta hoy utilizados por actores de Kabuki, comediantes de Rakugo y artistas de festivales en sus presentaciones.
El tenugui tradicional comenzó a entrar en declive a fines del siglo XIX, principalmente a causa de la importación de otros tipos de tejidos de Europa.

### sigloXX
En la época de la Segunda Guerra Mundial, su producción fue prácticamente paralizada, porque su materia prima, el algodón, era requisitada para la confección de uniformes y otros equipamientos por las Fuerzas Armadas japonesas.
Después de la guerra, la costumbre de usar tenugui volvió, pero sin la misma fuerza de antes. La introducción de toallas contribuyó para que la pieza perdiera aún más su papel como ítem popular.

### Actualidad
Actualmente tiene valor más simbólico y estético (a causa de sus variadas estampas) que del práctico. Hay muchas maneras de utilizarlo como pieza decorativa, desde caminos de mesa y hasta tapiz como obras de arte.
Además de eso, son aún muy usados en festivales como bandanas para absorber el sudor de la prueba de los participantes. Y algunos dueños de establecimientos comerciales y empresas lo distribuyen en la inauguración de sus negocios, o simplemente lo ofertan como un presente de agradecimiento a los clientes.
Hokamuri o Kai Ki, un tipo de capucha usada por los ninjas, es hecha con un tenugui de aproximadamente 80 cm que es prendido a la máscara. Cuando es necesario, puede ser desenrollado y colocado sobre pisos de madera, para ayudar a camuflar los pasos y disminuir el moler de los tableros. Sus hebras eran embebidas en material bactericida, lo que permitía que sirviera aún como un medio de filtrar agua.
Constituye una de las piezas del bogu, armadura protectora usada en la práctica de kendo. Es colocado sobre la cabeza, debajo del men (máscara) para protegerla y ayudar a absorber el sudor.